# Nhữ Văn Tâm
Nhữ Văn Tâm (sinh năm 1959) là thẩm phán và chính trị gia người Việt Nam. Ông hiện giữ chức vụ Phó Chủ tịch thường trực Ủy ban nhân dân tỉnh Thái Nguyên. Ông từng là Chánh án Tòa án nhân dân tỉnh Thái Nguyên.

## Tiểu sử
Nhữ Văn Tâm sinh ngày 13 tháng 9 năm 1959, người dân tộc Kinh, không theo tôn giáo nào, quê quán tại xã Thái Học, huyện Bình Giang, tỉnh Hải Dương.
Nhữ Văn Tâm có bằng Thạc sĩ ngành Luật học và cử nhân lý luận chính trị.
Ngày 9 tháng 12 năm 1982, Nhữ Văn Tâm gia nhập Đảng Cộng sản Việt Nam, thành đảng viên chính thức vào ngày 9 tháng 6 năm 1984.
Năm 2011, Nhữ Văn Tâm là Chánh án Tòa án nhân dân tỉnh Thái Nguyên.
Từ 2011 đến 2016, ông là Phó Chủ tịch Ủy ban nhân dân tỉnh Thái Nguyên.
Nhữ Văn Tâm hiện là Ủy viên Ban thường vụ Tỉnh ủy Thái Nguyên khóa 18, Phó Chủ tịch thường trực Ủy ban nhân dân tỉnh Thái Nguyên.

## Phong tặng
- Huân chương Lao động hạng ba năm 2009[2]
- Chiến sỹ thi đua ngành Tòa án nhân dân năm 2010[2]